# 林信夫 (法学者)
林 信夫（はやし のぶお、1948年6月25日 - ）は、日本の法制史学者。京都大学名誉教授。京都大学大学院法学研究科長・法学部長、京都大学副学長、エア・ウォーター監査役等を歴任した。

## 人物・経歴
1973年東北大学法学部法学科卒業。1974年東北大学法学部助手。専修大学法学部専任講師を経て、1982年専修大学法学部助教授。1988年専修大学法学部教授。1995年立教大学法学部教授。2001年京都大学大学院法学研究科教授。2009年京都大学大学院法学研究科長・法学部長。2011年京都大学附属図書館長、京都大学図書館機構長。2012年京都大学文書館長、京都大学副学長（法務・コンプライアンス担当）。2013年京都大学名誉教授、京都大学大学院総合生存学館特定教授。2018年京都大学国際高等教育院特定教授。2020年エア・ウォーター監査役。

## 著作
- "Codigo civil japones" Marcial Pons 2000年
- 『ローマ契約法における無名契約の位置』京都大学 2002年
- "Codigo civil japones(The Global Law Collection) " Aranzadi 2006年
- 『法の生成と民法の体系 : 無償行為論・法過程論・民法体系論 : 広中俊雄先生傘寿記念論集』（佐藤岩夫と共編）創文社 2006年
- 『法が生まれるとき』（新田一郎と共編）創文社 2008年
- 『ラテン語法格言辞典』（柴田光蔵, 佐々木健と共編）慈学社出版 2010年